# Illés Zoltán (politikus)
Illés Zoltán (Szabadka, 1961. január 17. –) magyar vegyészmérnök, biológus, politikus, volt országgyűlési képviselő (Fidesz).

## Életpályája

### Tanulmányai
1980-ban érettségizett Szabadkán. 1981-ben a magyar állam ösztöndíjasaként került a fővárosba, a Budapesti Műszaki Egyetem Vegyészmérnöki Karára. 1986-ban a BME-n vegyész–biológusmérnök diplomát, illetve az ELTE és a BME kettős képzése keretében biológusi végzettséget szerzett. 1987-ben egyetemi doktori címet szerzett az analitikai kémia területén. Felsőfokon beszél angolul és szerbhorvátul.

### Szakmai pályafutása
Még egyetemistaként alapítója volt a BME Egyetemi Zöld Körének és 1984-ben a Duna Körnek. 1987 és 1989 között tudományos kutatóként tevékenykedett az USA-ban, a Yale Egyetemen. 1989-ben a Világbank kelet-európai részlegében dolgozott, ahol Kelet-Európa környezetvédelmi gondjairól készített tanulmányokat. Ezt követően főtanácsos volt a Környezetgazdálkodási Intézetnél. 1991-től 1994-ig az Európai Unió budapesti nagykövetségén – szintén főtanácsosként – környezet- és természetvédelemmel, illetve a határon túli magyarok ügyeivel foglalkozott. 1994-ben a KEK Környezetgazdálkodási Továbbképző Központjának igazgatója. 1995-től Fulbright–Humphrey-ösztöndíjasként másfél évet töltött az Amerikai Egyesült Államokban, Észak-Karolinában, ahol kutatási témája egy hatékony, környezetvédelmi államigazgatás kialakítása és magyarországi adaptációja volt. 1997-től címzetes egyetemi docensként a Közép-európai Egyetem oktatója. Ezenkívül tanít még a Szent István Egyetemen és az ELTE-n is.

### Közéleti pályafutása
1990. júniustól decemberig a Környezetvédelmi és Területfejlesztési Minisztérium helyettes államtitkára volt. 1991-ben egy időközi, 1994-ben a tavaszi országgyűlési választásokon pártonkívüliként indult, de még ebben az évben belépett a Fideszbe. 1994-től 2003. májusig a párt alelnökeként, 2001 és 2003 között az elnökség póttagjaként tevékenykedett. 2003. július 12-én beválasztották a Fidesz Zöld Tagozatának elnökségébe, egyidejűleg a tagozat alelnökeként az országos választmányba delegálták. 1998-ban egyéni mandátumot szerzett a budapesti 8. választókerületben. 1998 és 2002 között az Országgyűlés Környezetvédelmi Bizottságának elnöke, 2002 és 2006 között alelnöke, 2000 februárjában egy napig a Fidesz frakcióvezető-helyettese volt. A 2002. áprilisi választásokon pártja országos listájáról szerezte mandátumát. 2006-ban egyéni jelöltként indult a VI. kerületben, de sem innen, sem pedig az országos listáról nem jutott mandátumhoz. Bár nem volt tovább országgyűlési képviselő, ezek után is számos környezetvédelmi ügyben megnyilvánult, Terézvárosban pedig külső bizottsági tagként vett részt az önkormányzat munkájában.
A kezdetektől ellenezte a bős–nagymarosi vízlépcső tervét. Az utóbbi években is többször szólalt fel ellene. 2001-ben a Parlament Környezetvédelmi Bizottságának elnökeként azt javasolta, hogy vonják vissza a dorogi hulladékégető engedélyét, amellyel az üzem a garéi hulladék feldolgozására kapott meghatalmazást. A hulladék hatvan százalékban tartalmazott tetraklór-benzolt, amiben dioxinszennyezés is volt. Illés Zoltán szerint az égetőmű technológiája nem volt megfelelő az anyag ártalmatlanítására.
2004-ben a terézvárosi fák megmentése érdekében tiltakozott a Jókai téren építendő mélygarázs ellen. 2007-ben környezetszennyezés miatt, ismeretlen tettesek ellen tett feljelentést a rendőrségen a Csepel Művek területén illegálisan lerakott mintegy ezerkétszáz tonna galvániszap miatt. A tiltakozás hatására 2007. november 8-án megkezdődött a hulladék elszállítása.
2009-ben a Nagymező utcai mélygarázs ellen tiltakozott. Véleménye szerint a háromszázötven férőhelyes garázs nem oldaná meg a közlekedési problémákat, sőt még nagyobb forgalmat vonzana a VI. kerületbe.
A 2010-es országgyűlési választásokon ismét Budapest 8. számú egyéni választókerületéből szerzett mandátumot, ahogy 1998-ban is. Ezután a második Orbán-kormányban lett államtitkár. A Vidékfejlesztési Minisztériumban a környezet- és természetvédelemért, valamint a vízügyekért volt felelős. 2014-ben pártja nem indította a választásokon és a harmadik Orbán-kormányban sem kapott pozíciót, mivel ellenezte a paksi atomerőmű bővítésének tervét.

## Politikai tevékenységével kapcsolatos visszás ügyek
- 2013. szeptember 10-én államtitkárként durva, szexista, személyeskedő hangnemben válaszolt az országgyűlésben Szél Bernadett LMP-s képviselőnő napirend előtti felszólalására. Később Kocsis Máté a Fidesz-frakció nevében bocsánatot kért Illés viselkedése miatt,[2] az államtitkár pedig egy SMS-ben kért elnézést.[3]
- 2014-ben kiderült, hogy parlamenti képviselőként éveken át valótlan tartalmú vagyonnyilatkozatot adott be.[4] A politikus időhiányra és arra hivatkozott, hogy nem tudja pontosan, mennyi a fizetése.[5]
- 2015-ben a Városligetben egy fakivágás elleni tiltakozó akció során összebalhézott egy rendőrrel , , ,

## Családja
Édesanyja, Emília horvát származású. Szabadkán könyvelőként dolgozott, és jelenleg is ott él. Édesapja vegyészmérnök, a város húsiparában dolgozott.
Nős, felesége, Gerlényi Adrienne Éva üzemgazdász, akivel a Műszaki Egyetemen találkozott, a Külkereskedelmi Főiskolán áruforgalom szakán végzett. Ezután évekig több cégnél dolgozott titkárnőként, majd végzett szakértői, illetve fordítói munkákat. Fiuk, Szabolcs a Budapesti Corvinus Egyetem hallgatója.